# Prefettura della Montagna di Norcia
La prefettura della Montagna di Norcia, anche nota come prefettura di Norcia e Montagna, fu una circoscrizione e suddivisione amministrativa dello Stato pontificio esistita dal 1569 al 1817 circa. Essa era governata da un prefetto apostolico, che poteva essere allo stesso tempo un legato pontificio, o da un governatore pontificio, non necessariamente un ecclesiastico.

## Storia
Il 27 gennaio 1569 giunse a Norcia Giovan Francesco Rutiloni di Tolentino in qualità di luogotenente del fratello Sebastiano, di cui recò il breve di nomina a prefetto di Norcia e della Montagna.
Con l'erezione della Prefettura della Montagna il territorio nursino raggiunse un assetto definitivo, risultato di un iter segnato da alcune tappe fondamentali:
- l'invio frequente di commissari nei primi decenni del cinquecento;
- la sostituzione, nel 1545, del podestà con un governatore, ad emanazione del legato di Perugia;
- l'intervento del pontefice che, sempre più spesso, nominava direttamente il governatore;
- il distacco della Montagna dalla Provincia dell'Umbria.

L'iniziale consistenza territoriale della prefettura è definita dal breve d'istituzione di papa Pio V: sono sottoposte alla giurisdizione del prefetto la terra di Norcia, ove questi risiede abitualmente nel palazzo della Castellina, le terre di Cascia, Visso, Cerreto e Monteleone e loro rocche, castelli, luoghi, contadi e distretti, che restano così divise dalla Provincia dell'Umbria e del tutto sottratte dalla soggezione al governatore di Perugia.
A reggere la prefettura venne chiamato prima un dottore "in utroque iure", esperto nell'amministrazione della cosa pubblica e nominato direttamente dal pontefice; ma, a dimostrazione dell'importanza che almeno nel primo periodo la carica ebbe, già dal 1583 si riscontra per la Montagna lo status di governo prelatizio, al pari delle maggiori città dello Stato della Chiesa.
L'attività della prefettura copre un arco di tempo di circa due secoli e mezzo, figurando nell'organizzazione provinciale pontificia (con due brevi interruzioni tra il 1572 e il 1583 e tra il 1799 e il 1802) dal 1569 al 1809. La sua parabola storica, dalla massima espansione territoriale ed importanza strategica al definitivo ridimensionamento e marginalizzazione, si esaurisce però in non più di tre decenni sul declinare del XVI secolo, cioè per il periodo che coincide con la fase più acuta della lotta al banditismo, condotta con diverso metodo ed intensità dai pontefici Gregorio XIII, Sisto V e Clemente VIII.
Il territorio della prefettura venne amministrato consecutivamente da Sebastiano Rutiloni di Tolentino e da Giovanbattista Baiardo di Parma.
Il 10 giugno 1572 il nuovo papa Gregorio XIII abolì la prefettura e nominò ai governi di Norcia, Cascia e Visso rispettivamente Francesco di San Giorgio da Casale, Bernardino Guascono e Scipione Bensio.
Successivamente, però, tornando sui suoi passi, Boncompagni, con il breve del 5 ottobre 1583, restituì la Prefettura della Montagna con gli stessi intenti e conferendole gli stessi privilegi già concessi dal suo predecessore, ma ampliandone il territorio, tanto da formare una vera piccola provincia della Montagna a cavallo tra Umbria e Marca Anconetana.
Venne allora nominato prefetto Valerio Rengherio di Bologna, con giurisdizione su Norcia, Cascia, Visso, Cerreto, Monteleone, Montegallo, Montemonaco, Montefortino, Arquata e Labro e completa indipendenza dalle Province dell'Umbria e della Marca Anconetana.
L'integrità territoriale della Prefettura ebbe però breve durata, intaccata dal sovrapporsi di altri progetti di riassetto territoriale, quale la costituzione del Presidato di Montalto, o più spesso dal prevalere delle spinte campanilistiche sulle ragioni dell'uniformità giurisdizionale.
Durante il governo di Marco Tullio Ongarese (1584), papa Sisto V smembrò Labro concedendo a questa terra il ricorso a Roma e, subito dopo, eresse il Presidato, unendovi Montegallo, Montemonaco e Montefortino, restituite così all'area d'influenza marchigiana. Nel 1588 fu, infine, la volta di Cascia: già dal 1586 erano sorti dissapori col prefetto per la resistenza opposta dai casciani al pagamento del bargello, residente a Norcia, e dei soldati corsi, nonché alla perdita dei proventi delle pene dei malefizi; per tale causa vennero inviati due volte da Cascia oratori a Roma ai piedi di Sisto V che, il 26 ottobre 1588, separò Cascia dalla Prefettura, ridonandole un governatore direttamente soggetto a Roma. Dal punto di vista giudiziario Sisto V non rinunciò però del tutto a mantenere un ruolo di supervisione sovraterritoriale al prefetto, cui riconobbe il diritto, cumulativamente con Perugia, sopra le cause di seconda istanza riguardanti la Comunità di Cascia.
Con tutto ciò, per tutti gli anni novanta del XVI secolo la Prefettura mantenne una posizione centrale nella lotta al banditismo, specialmente come passaggio obbligato nelle scorrerie del Piccolomini e dello Sciarra dalla Marca alla Campagna.
Solo col nuovo secolo l'esaurirsi dell'emergenza banditismo relegherà gradualmente la Prefettura ai margini della politica pontificia; la scomodità del sito e la rigidezza degli inverni resero allora la sede poco ambita, specie quando il territorio montano andò perdendo vitalità economica, e, come tale, essa fu considerata da molti una breve e necessaria parentesi nella scalata delle gerarchie dell'amministrazione pontificia, se non a volte un luogo di esilio e punizione. Ricordiamo qui i casi del Ciampoli che, decaduto dalle grazie di Urbano VIII Barberini vi venne relegato a mo' di esilio, di Emerico Bolognini, che lasciò una velenosissima invettiva contro i Nursini esprimente il disagio e l'insofferenza per l'ambiente provinciale, di molti altri le cui suppliche di trasferimento si rinvengono nella rubrichetta della Segreteria di Stato dell'Archivio segreto vaticano.

## Prefetto e Governatore pontificio
Il Governatore venne istituito a Norcia nel 1545, sostituendo il podestà comunale nell'amministrazione della giustizia. Norcia divenne infatti sede di governo prelatizio.
Papa Pio V, riconoscendo l'omogeneità culturale e territoriale della zona e la sua specificità nei confronti della Provincia dell'Umbria e comprendendo altresì l'importanza del coordinamento e dell'unità giurisdizionale di questo territorio di confine morfologicamente disagiato e quindi difficilmente controllabile, nel 1569 istituì a Norcia la Prefettura della Montagna, creando di fatto una provincia di rango inferiore. Il prefetto della Montagna prese dunque il posto del governatore.
Il governatore tornò a sostituirsi al prefetto durante i periodi di abolizione della Prefettura, ossia dal 1572 al 1583, nell'anno 1775 e dal 1785 al 1786.